# Flor da Rosa
Flor da Rosa ist ein Ort und eine ehemalige Gemeinde (Freguesia) im portugiesischen Kreis (Concelho) von Crato mit 254 Einwohnern (Stand 30. Juni 2011).
Am 29. September 2013 wurden die Gemeinden Flor da Rosa und Vale do Peso zur neuen Gemeinde União das Freguesias de Crato e Mártires, Flor da Rosa e Vale do Peso zusammengeschlossen.

## Geografie
Der Ort liegt im Flachland des oberen Alentejo, etwa 25 km westlich der Distrikthauptstadt Portalegre und 3 km nördlich der Kreisstadt Crato.

## Geschichte
Die Ortschaft entstand im Zuge der Besiedlungspolitik unter König D.Sancho II. nach Abschluss der portugiesischen Reconquista im 13. Jahrhundert. D.Sancho II. gab das Gebiet im Jahr 1232 dem Hospitaliterorden, der 1340 seinen portugiesischen Sitz im nahen Crato nahm. 1356 wurde der Ort Sitz eines Klosters, gegründet von Álvaro Gonçalves Pereira, dem Vater des heiliggesprochenen Ritters Nuno Álvares Pereira. Der heutige Ort entwickelte sich daraus.

## Kultur und Sehenswürdigkeiten
Eine Reihe historischer öffentlicher Gebäude und Wohnhäuser, ein Brunnen aus dem 14. Jahrhundert, die Gemeindekirche, und das seit 1356 bestehende Kloster zählen zu den Baudenkmälern der Gemeinde.
Mit dem Denkmal für Nuno Álvares Pereira gedenkt der Ort dem Ritter, der möglicherweise im hiesigen Kloster geboren wurde.
Der historische Ortskern steht zudem als Ganzes unter Denkmalschutz.

## Wirtschaft
In der landwirtschaftlich geprägten Gemeinde wird u. a. Weideviehzucht und der Anbau von Getreide und Gemüse betrieben, auch die Produktion von Kork und Olivenöl ist zu nennen. Der Fremdenverkehr in der Form des Turismo rural hat an Bedeutung gewonnen, insbesondere in der Pousada, die im früheren Kloster eingerichtet wurde, aber auch in historischen Herrenhäusern am Ort. Dazu schaffen Gastronomie, Verwaltung, einige Dienstleistungsbetriebe und der lokale Handel Beschäftigung. Bekannt ist auch das hiesige Kunsthandwerk, insbesondere die Töpferei.